# Menophra bicornuta
Menophra bicornuta är en fjärilsart som beskrevs av Inoue 1990. Menophra bicornuta ingår i släktet Menophra och familjen mätare. Inga underarter finns listade i Catalogue of Life.